# Tortellini
Tortellini (Italiaans voor kleine tortelli, gevulde deegringetjes) is een Italiaanse pastasoort typisch uit Bologna. De naam wordt ook gebruikt voor de gerechten die op basis van de pasta worden gemaakt. De noedels zijn gemaakt in de vorm van ringetjes. In deze ringetjes zitten Parmezaanse kaas, varkenslende, rauwe ham mortadella, eieren en muskaatboom.
In feite is tortellini een kleinere versie van tortelloni, een pastasoort die dezelfde vorm heeft. Naast de grootte verschilt traditioneel ook de vulling. Omdat er meer ruimte voor vulling is in de grotere tortelloni, wordt er gekozen voor een minder sterk smakende vulling zoals spinazie of ricotta, om het gerecht niet te overheersen.
Het wordt traditioneel gekookt en geserveerd in kapoenbouillon.
In Bologna werd in 1965 de Dotta Confraternita del Tortellino opgericht, de 'Geleerde broederschap van de tortellino'. Deze waakt over de recepturen en heeft op 7 december 1974 bij de Kamer van Koophandel in Bologna het juiste recept gedeponeerd.